# موز بستنی
«موز بستنی» (انگلیسی: Le Banana Split) تک‌آهنگی از خوانندهٔ بلژیکی لیو است که در سال ۱۹۷۹ منتشر شد و ۷۰۰٬۰۰۰ نسخه از آن به فروش رفت.
با آنکه در ظاهر این ترانه دربارهٔ دِسر «موز بستنی» است، اما این عبارت در زبان‌های انگلیسی یک حرف دوپهلو است و اشاره به نوع خاصی از آمیزش جنسی دهانی دارد. در یک مصاحبه رادیویی بلژیکی در سال ۲۰۱۲ که در آن لیو در مورد نخستین آلبوم خود صحبت کرد، جی آلانسکی، یکی از نویسندگان این ترانه، گفت که لیو، که در زمان ضبط و انتشار ترانه شانزده ساله بود، کاملاً از محتوای جنسی آن آگاه بود.